# Fansnik
FANSNIK（ファンスニック）は、日本のロックバンド。

## 概要
- 2010年スタジオ・ミュージシャンを中心に結成。作詞・作曲は藤田英直が担当。全楽曲編曲はバンドメンバー全員で行う。
- 2011年に特定非営利活動法人みちのく国際日本語教育センターのTVCM曲として「この街を好きになろう」を提供、同曲は1stシングルとして8月1日にCD化。このCDの制作に伊藤毅が携わる。
- 2012年10月10日1stアルバム「Winding Stairs」をリリース。制作に伊藤毅が携わる。
- 2013年9月30日2ndアルバム「GET READY」をリリース。制作にkawasyが携わる。同年11月25日発刊のフリーペーパー”Poco'ce[ポコチェ]”にFANSNIKのインタビューが掲載。
- 2014年3月から5月までFM世田谷にて「FANSNIKのラジオ東京音実劇場」のパーソナリティを担当。各放送回は公式YouTube[1]にアップロードされている。ゲストとして増崎孝司、山本恭司なども登場した。

## メンバー
| 名前           | 読み           | 担当（レコーディング）         | 活動歴、サポート、共演歴 |
| -------------- | -------------- | ------------------------------ | --- |
| 藤田英直       | ふじたひでなお | ボーカル ギター 作詞 作曲 編曲 | WIND VOICES Pride&Joy 現在：なおけんバンド |
| 中野トオル     | なかのとおる   | ボーカル ベース 作詞 作曲 編曲 | WIND VOICES aiko 小柳ゆき DIMENSION 平井堅 渡辺学 shela Do As Infinity 上戸彩 RIP SLYME 綿内克幸 小池雄治 コブクロ 星村麻衣 土屋アンナ 大原美紀 仲間愛里紗 KACTUS 他 |
| 安倍モトアキ   | あべもとあき   | コーラス ドラム 編曲           | イカルス渡辺 氏神一番 大友ジュン 踊り場ソウル 水樹奈々 高橋瞳 DISPORT 徳山秀典 ヒサノ ヤスミン 綿内克幸 他                                                           |
| 佐藤ユタカ     | さとうゆたか   | コーラス ギター 編曲           | Music Fores UNNATURAL 他 |
| オギノメリョウ | おぎのめりょう | コーラス ベース 編曲           | 2014年加入 |

## バンド名の由来
- ユニット名はメンバーの頭文字、F=藤田、A=安倍、N=中野、S=佐藤を取りFANSで、NIKは...な人等の意味を合わせた造語のよう。NICではない。

## ディスコグラフィー
シングル
- 2011.8.1発売　この街を好きになろう

アルバム
- 2012.10.10発売　Winding Stairs
- 2013.9.30発売　GET READY